# Xenosphingia
Xenosphingia es un género de polillas de la familia Sphingidae, el género contiene una especie, Xenosphingia jansei; se encuentra en vegetación arbustiva de clima árido  en Zimbabue occidental y los estados contiguos, Botsuana y Namibia.
Su envergadura alar es de 54 a 65 mm.